# Antoine Vandenberghe
Pour les articles homonymes, voir Vandenberghe.
Antoine Vandenberghe, né le 12 juin 1962 à Lille, est un acteur et chanteur belge. Il a acquis une notoriété dans la région carolorégienne et plus tard dans toute la Belgique.
Antoine Vandenberghe s'intéresse très jeune aux métiers du spectacle et de la scène. Il jouera dans des cabarets-spectacles et dans divers spots publicitaires.
Souvent relégué aux seconds rôles pathétiques, la RTBF donne à Antoine d'endosser le costume de Bernard Grand, personnage moteur et haut en couleur de la série Septième Ciel Belgique. Touche-à-tout, il insuffle à ce personnage son expérience théâtrale et son sens de la farce, ce qui lui permet de se voir anoblir du titre de Christian Clavier belge, en l'honneur de son énergie scénique et de son sens du comique.
Antoine est également passionné de sport (athlétisme, course à pied, cyclisme, ski, moto et voile).

## Théâtre
Plus de soixante pièces de théâtre durant les vingt dernières années.
Tournées en France et Belgique, participation au Festival d'Avignon depuis 2003.
Quelques auteurs : Feydeau, Veber, Bacri et Jaoui, Anouilh, Barillet et Gredy, Tennessee Williams, Alan Ayckbourn, Woody Allen, Sacha Guitry, Ray Cooney, Neil Simon, Molière, Camoletti, Michael Frayn, Robert Lamoureux, Courteline, Gozzi, Balasko, Collectif du Splendid, Ionesco…

### Comédien
- 2010 : Le Kangourou de Patrick Sébastien, mise en scène Olivier Lejeune, Théâtre du Gymnase Marie Bell

### Mise en scène
- Le père Noël est une ordure (collectif du Splendid), Théâtre du Vaudeville, 1996
- Ils s'aiment et Ils se sont aimés (Muriel Robin et Pierre Palmade)
- Mon colocataire est une garce (F. Blind)
- Un air de famille (Jean-Pierre Bacri et Agnès Jaoui)
- Spectacle pour enfants In Chamanou (V. Veber)
- Cabarets de chansons humoristiques avec la Compagnie Cabaret 2000 : Plaisirs d’humour, Biess Tof, Les Boudins de Noël…
- Diverses opérettes au Théâtre royal de Namur, PBA à Charleroi, Sebastopol à Lille.

## Filmographie
- 2000 : L'Enfant de la nuit, téléfilm de Marian Handwerker
- 2000 : Le Piège d'Oléa, téléfilm d'Alain Robak
- 2001 : Joséphine, ange gardien, téléfilm d'André Chandelle
- 2001 : Une Chinoise sous le fusil de la Gestapo, téléfilm de Huang Jian Zhong, 16 épisodes, 1er rôle masculin
- 2002 : Rosalie s'en va, téléfilm de Jean-Dominique de La Rochefoucauld
- 2003 : Dédales de René Manzor
- 2003 : Le Président Ferrare, téléfilm d'Alain Nahum
- 2003 : Le Prix de l'honneur, téléfilm de Gérard Marx
- 2004 : Rose et Val, téléfilm de Stéphane Kappes
- 2005 : Les Trois Pères, téléfilm de Stéphane Kappes
- 2006 : Bataille natale, téléfilm d'Anne Deluz
- 2006 : Septième Ciel Belgique, 24 épisodes en 2006 et 2007
- 2009 : Facteur chance de Julien Seri (téléfilm)
- 2010 : Tombé sur la tête de Didier Albert (téléfilm)
- 2011 : Voleur et demi 3 de Stéphane Hénocque

### Publicité
- AG2R, Danone, Skoda, Cuisines +, Tuc, Telenet, Bouygues Telecom, Régie IP, Belgacom tv, clip pour le ministère de l’énergie

## Émissions de télévision
Animateur télé sur AB3 et AB4, Liberty TV, Home Shopping Europe.

## Divers
- Doublage chez Made depuis 2004.
- Formation en entreprises comme formateur (gestion du stress, gestion du temps) et comme animateur de jeu de rôles depuis 2002.